# Trg kralja Tomislava (Livno)
Trg kralja Tomislava središnji je gradski trg u Livnu, smješten između ulice Gabrijela Jurkića i Kneza Mutimira. Trg je poznat po obelisku od bračkog kamena, podignutim 1920-ih godina povodom tisućite obljetnice Hrvatskoga Kraljevstva.
Trg je popločan i na njemu se nalazi i fontana.

## Povijest

### Prijašnja imena
Prvotni trg nastao je za vrijeme Austro-Ugarske i nosio je naziv »Stojan Platz« (Trg Stojana). Imenovan je po Francetu Stojanu, austro-ugarskom satniku.
Nakon raspada Austro-Ugarske i osnivanja Kraljevine Srba, Hrvata i Slovenaca prvotno je preimenovan u »Trg Zrinskog«, a nakon podizanja spomenika imenovan je po Tomislavu, hrvatskome kralju.
U Socijalističkoj Jugoslaviji dobio je novo ime po maršalu Josipu Brozu Titu, a nakon raspada SFRJ vraćen mu je prijašnji naziv Trg kralja Tomislava.

### Tisućita obljetnica Hrvatskoga Kraljevstva
Godina 1925. proslavljena je kao tisućita obljetnica Hrvatskoga Kraljevstva.
Ta je manifestacija održana u skoro svim hrvatskim sredinama na području Kraljevine Jugoslavije, pa tako i na tadašnjem Trgu Zrinskoga u gradu Livnu. Livnjaci su hrvatskome kralju Tomislavu podignuli spomeniku u obliku obeliska, a spomenik su svečano otkrili 5. rujna 1926.
Na spomeniku se nalazi ovalna reljef-ploča koja prikazuje kralja Tomislava, a na istočnoj strani uklesan je natpis:
»U spomen
hiljadugodišnjice
prvog hrvatskog
kralja
Tomislava
925. – 1925.
podigoše Hrvati
sela i grada Livna.«
Nakon podignuća spomenika Tomislavovog, Trg Zrinskog je preimenovan u Trg kralja Tomislava.

## Galerija
- Obelisk iz 1926.
- Reljef na obelisku, 2009.
- Fontana, 2009.
- Pogled na trg i spomenik, 2009.
- Trg kralja Tomislava u Livnu, 2012.

## Vanjske poveznice
- Spomenik kralja Tomislava, Kulturne i prirodne znamenitosti, livno.ba